# Pizzeria

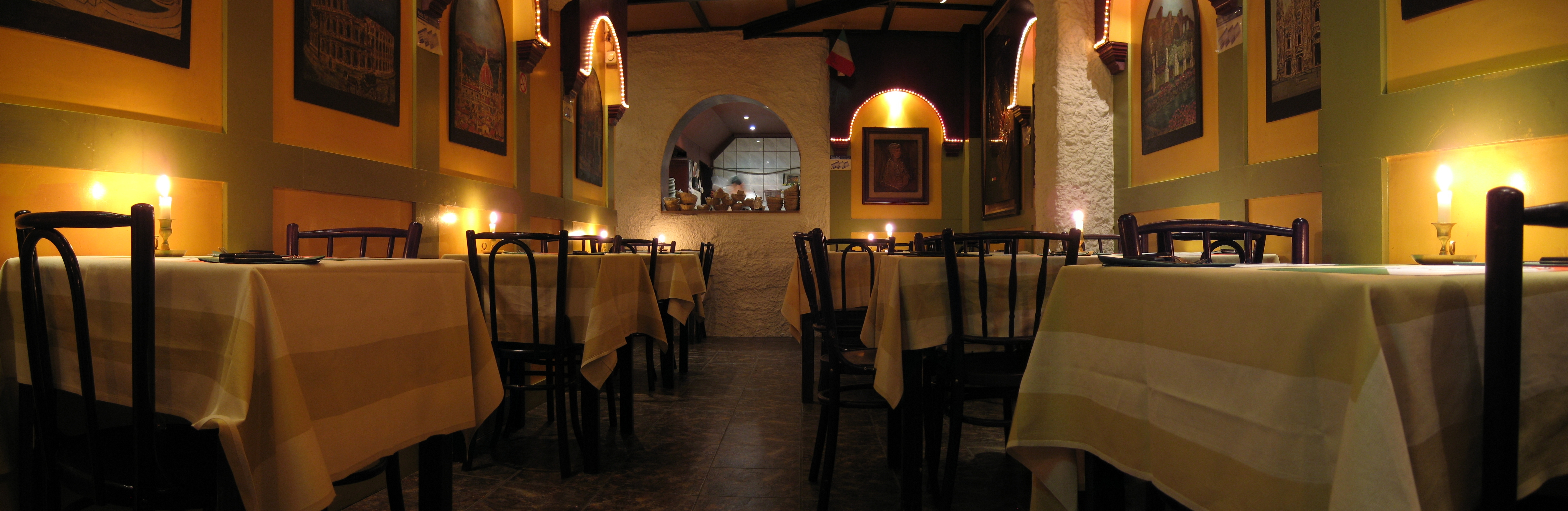
Interieur van een pizzeria in Groningen (2009)

Een pizzeria is een restaurant waar voornamelijk pizza's worden geserveerd, maar ook andere Italiaanse gerechten. Veel pizzeria's hebben naast het restaurantgedeelte een afhaalbalie en een bezorgdienst.

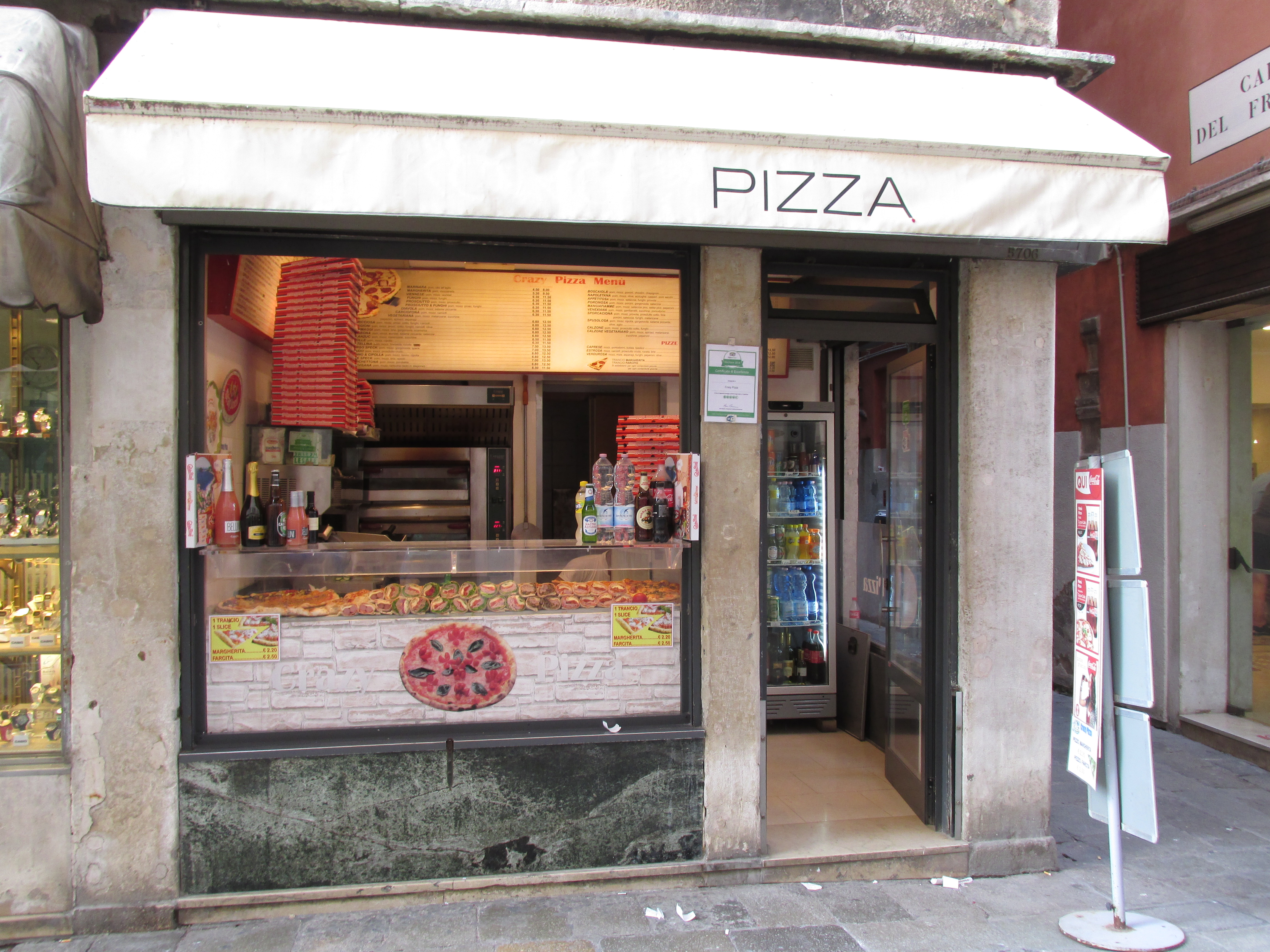
Kleine pizzeria in Venetië, vergelijkbaar met een snackbar (2016)

## Afhalen en bezorgen
Pizza's – van oorsprong een gerecht voor armelui – zijn een wijdverbreide goedkope optie voor degenen die weinig tijd hebben of niet willen koken. Ook is een pizza doorgaans goed zonder bestek te eten.
Pizza's kunnen tegen een kleine vergoeding bezorgd worden, bijvoorbeeld met een scooter of fiets waarop een kist is gemonteerd waarin de pizza warm blijft.

## Italiaans
Voor veel Nederlanders is een pizza iets uit Italië en van origine worden veel Nederlandse pizzeria's door Italianen geleid, maar later ook door bijvoorbeeld Marokkanen.
Meerdere grotere pizzaketens zijn van Amerikaanse oorsprong, zoals Pizza Hut en Domino's Pizza.

## Andere Italiaanse eetgelegenheden

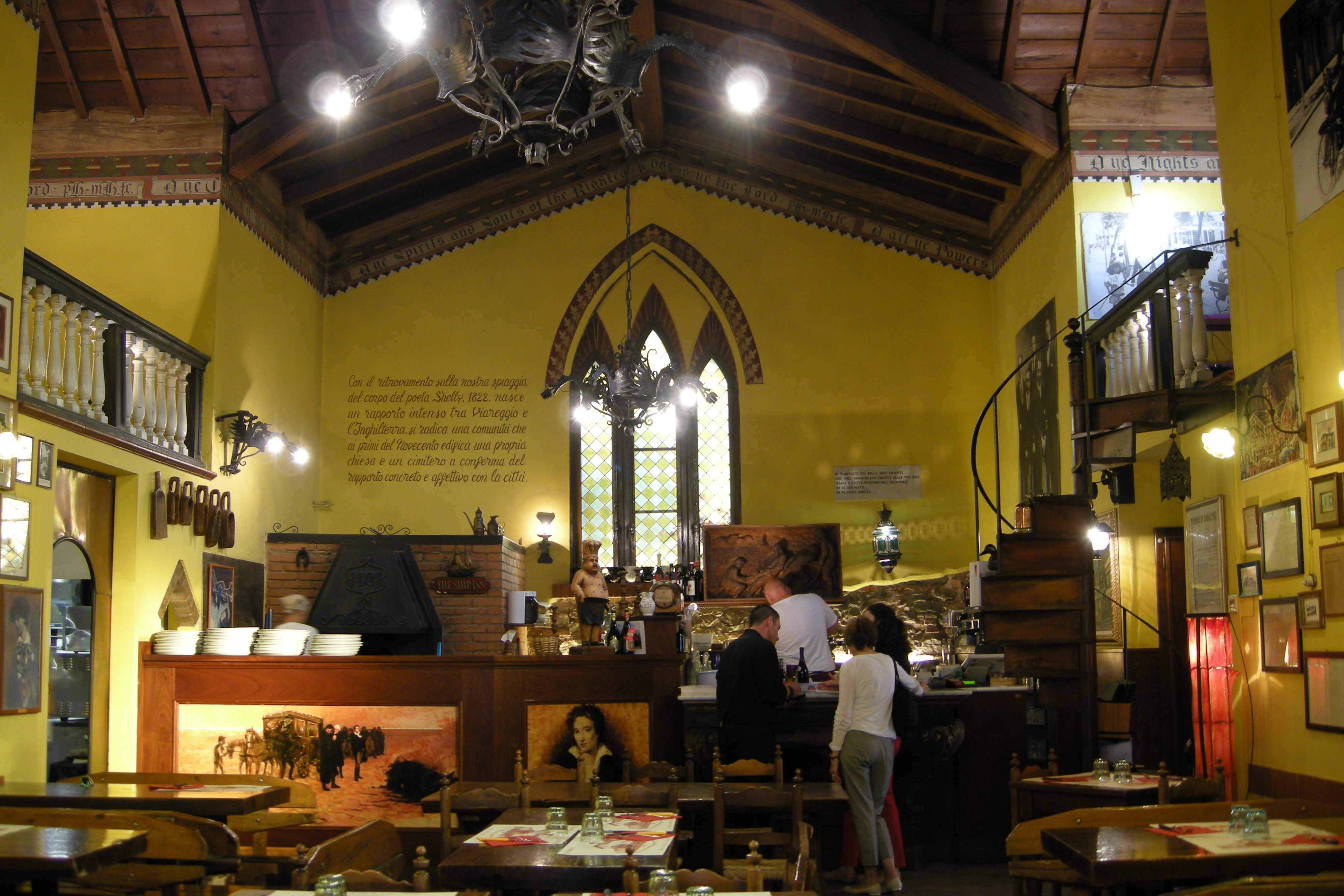
Pizzeria in een voormalige kerk in Viareggio (Toscane, 2013)

- Trattoria
- Ristorante